# David Lewis (attore 1916)
David Lewis, pseudonimo di John Franklin Lewis (Pittsburgh, 19 ottobre 1916 – Los Angeles, 11 dicembre 2000), è stato un attore statunitense, noto per aver interpretato il ruolo di Edward Quartermaine nella soap opera televisiva General Hospital dal 1978 al 1993.

## Biografia
Più che attore cinematografico (soltanto tredici pellicole interpretate dal 1956 al 1978), è stato un pioniere della televisione, dove ebbe il suo primo ruolo nel 1949. Tra le numerosissime serie nel quale è apparso, ricordiamo Perry Mason, Batman, dove impersonò Warden Crichton, Love of Life, nel ruolo di un assassino, e il patriarca Henry Pierce in Bright Promise. Tra il 1963 e il 1966 interpretò il ruolo brillante del senatore Charles Ames nella commedia della ABC The Farmer's Daughter al quale seguirono brevi periodi come guest star in Febbre d'amore e Il tempo della nostra vita.
Nel 1978 si unisce al cast di General Hospital nel ruolo di Edward Quartermaine, per il quale si aggiudicò un Daytime Emmy Award come miglior attore non protagonista nel 1982 e inoltre candidato alla Soap Opera Digest Award nel 1986. Lewis si prese una pausa tra il 1987 e il 1988 per sottoporsi a cure mediche e se ne andò una prima volta nel 1989 durante il periodo nel quale si credette che il personaggio di Edward fosse scomparso. Tuttavia l'attore continuò a venire in studio, per registrare la sua voce in fase di doppiaggio in modo che la moglie Lila potesse continuare ad avere conversazioni con lui. Lewis effettuò il suo ritorno nel novembre 1991 quando Edward ritornò in scena e nell'estate del 1993 l'attore ha annunciato il suo ritiro definitivo.
Muore nel dicembre del 2000, all'età di 84 anni, dopo una lunga malattia.

## Filmografia

### Cinema
- L'ora scarlatta (The Scarlet Hour), regia di Michael Curtiz (1956)
- Quel certo non so che (That Certain Feeling), regia di Melvin Frank e Norman Panama (1956)
- L'appartamento (The Apartment), regia di Billy Wilder (1960)
- Un professore fra le nuvole (The Absent-Minded Professor), regia di Robert Stevenson (1961)
- La strada a spirale (The Spiral Road), regia di Robert Mulligan (1962)
- Pugno proibito (Kid Galahad), regia di Phil Karlson (1962)
- Una ragazza chiamata Tamiko (A Girl Named Tamako), regia di John Sturges (1962)
- Hotel delle vergini (Honeymoon Hotel), regia di Henry Levin (1962)
- A braccia aperte (John Goldfarb, Please Come Home!), regia di J. Lee Thompson (1965)
- Volo 1-6 non atterrate (The Doomsday Flight), regia di William A. Graham (1966) – film tv
- Lo strangolatore di Boston (The Boston Strangler), regia di Richard Fleischer (1968)
- Noi due a Manhattan (Generation), regia di George Schaefer (1969)
- Cleopatra Jones: Licenza di uccidere (Cleopatra Jones), regia di Jack Starrett (1973)
- Arizona campo 4 (Mean Dog Blues), regia di Mel Stuart (1978)

### Televisione
- Captain Video and His Video Rangers – un episodio (1949)
- Lights Out – serie TV, 4 episodi (1950-1951)
- The Philco Television Playhouse – serie TV, un episodio (1951)
- Robert Montgomery Presents – serie TV, 2 episodi (1954-1955)
- Love of Life – serie TV, un episodio (1955)
- Danger – serie TV, un episodio (1955)
- Playhouse 90 – serie TV, 2 episodi (1956-1959)
- The Web – serie TV, un episodio (1957)
- Studio One – serie TV, 3 episodi (1957)
- Armstrong Circle Theatre – serie TV, un episodio (1957)
- Perry Mason – serie TV, 7 episodi (1957-1965)
- Il tenente Ballinger (M Squad) – serie TV, un episodio (1958)
- Meet McGraw – serie TV, un episodio (1958)
- The George Burns and Gracie Allen Show – serie TV, un episodio (1958)
- The Millionaire – serie TV, un episodio (1958)
- Have Gun - Will Travel – serie TV, episodio 2x12 (1958)
- Lux Playhouse – serie TV, un episodio (1959)
- Five Fingers – serie TV, un episodio (1959)
- Avventure lungo il fiume (Riverboat) – serie TV, un episodio (1959)
- Man with a Camera – serie TV, episodio 2x03 (1959)
- Westinghouse Desilu Playhouse – serie TV, un episodio (1959)
- Alcoa Presents: One Step Beyond – serie TV, due episodi (1959-1960)
- Bachelor Father – serie TV, 2 episodi (1959-1962)
- Johnny Midnight – serie TV, 2 episodi (1960)
- La famiglia Potter (The Tom Ewell Show) – serie TV, un episodio (1960)
- Pete and Gladys – serie TV, episodio 1x14 (1960)
- Harrigan and Son – serie TV, un episodio (1960)
- Michael Shayne - serie TV episodi 1x07-1x23 (1960-1961)
- Peter Loves Mary – serie TV, 4 episodi (1960-1961)
- Alfred Hitchcock presenta (Alfred Hitchcock Presents) – serie TV, 2 episodi (1960-1962)
- Ben Casey – serie TV, episodio 1x03 (1961)
- Lotta senza quartiere (Cain's Hundred) – serie TV, un episodio (1961)
- Corruptors (Target: The Corruptors) – serie TV, episodio 1x13 (1961)
- The New Breed – serie TV, episodi 1x13-1x34 (1961-1962)
- The Adventures of Ozzie and Harriet – serie TV, 5 episodi (1961-1964)
- The Dick Powell Show – serie TV, episodio 1x23 (1962)
- Il dottor Kildare (Dr. Kildare) – serie TV, un episodio (1962)
- Going My Way – serie TV, episodio 1x18 (1963)
- Saints & Sinners – serie TV, un episodio (1963)
- Dakota (The Dakotas) – serie TV, episodio 1x06 (1963)
- The Andy Griffith Show – serie TV, un episodio (1963)
- Grindl – serie TV, un episodio (1963)
- The Crisis – serie TV, 4 episodi (1963-1965)
- The Farmer's Daughter – serie TV, 9 episodi (1963-1965)
- La grande avventura (The Great Adventure) – serie TV, episodio 1x19 (1964)
- Viaggio in fondo al mare (Voyage to the Bottom of the Sea) – serie TV, un episodio (1964)
- Gomer Pyle, U.S.M.C. – serie TV, un episodio (1965)
- The John Forsythe Show – serie TV, 2 episodi (1965-1966)
- I giorni di Bryan (Run for Your Life) – serie TV, 2 episodi (1965-1967)
- Vita da strega (Bewitched) – serie TV, un episodio (1966)
- Batman – serie TV, 9 episodi (1966-1968)
- Amore in soffitta (Love on a Rooftop) – serie TV, un episodio (1967)
- Iron Horse – serie TV, episodio 2x03 (1967)
- Bonanza - serie TV, episodio 9x11 (1967)
- Al banco della difesa (Judd for the Defense) – serie TV, un episodio (1968)
- Ironside – serie TV, 2 episodi (1968-1969)
- Quella strana ragazza (That Girl) – serie TV, un episodio (1969)
- Bracken's World (1969) – serie TV, un episodio (1969)
- Bright Promise – serie TV, 8 episodi (1970)
- San Francisco International Airport – serie TV, un episodio (1970)
- Giovani avvocati (The Young Lawyers) – serie TV, episodio 1x18 (1971)
- Difesa a oltranza (Owen Marshall: Counselor at Law) – serie TV, 2 episodi (1972-1974)
- F.B.I. (The F.B.I.) – serie TV, un episodio (1973)
- Le strade di San Francisco (The Streets of San Francisco) – serie TV, un episodio (1973)
- Cannon – serie TV, un episodio (1974)
- The Girl with Something Extra – serie TV, un episodio (1974)
- Kolchak: The Night Stalker – serie TV, un episodio (1974)
- Good Times – serie TV, un episodio (1974)
- Kate McShane avvocato – serie TV, un episodio (1975)
- The Wide World of Mystery – serie TV, un episodio (1975)
- Il ricco e il povero (Rich Man, Poor Man) – serie TV, un episodio (1976)
- Barnaby Jones – serie TV, 2 episodi (1977)
- Agenzia Rockford (The Rockford Files) – serie TV, un episodio (1978)
- Nero Wolfe, regia di Frank D. Gilroy – film tv (1979)
- General Hospital – soap opera, 129 puntate (1979-1993)
- Hill Street giorno e notte (Hill Street Blues) – serie TV, un episodio (1987)

## Doppiatori italiani
Nelle versioni italiane dei suoi film, David Lewis è stato doppiato da:
- Giorgio Capecchi in L'appartamento
- Arturo Dominici in La strada a spirale
- Raffaele Uzzi in Un professore fra le nuvole (ridoppiaggio)